# Ladies vs Ricky Bahl
Ladies vs Ricky Bahl è un film indiano del 2012.

## Trama
Tre donne ingaggiano una quarta donna per incastrare un uomo che le aveva truffate.